# Cairn

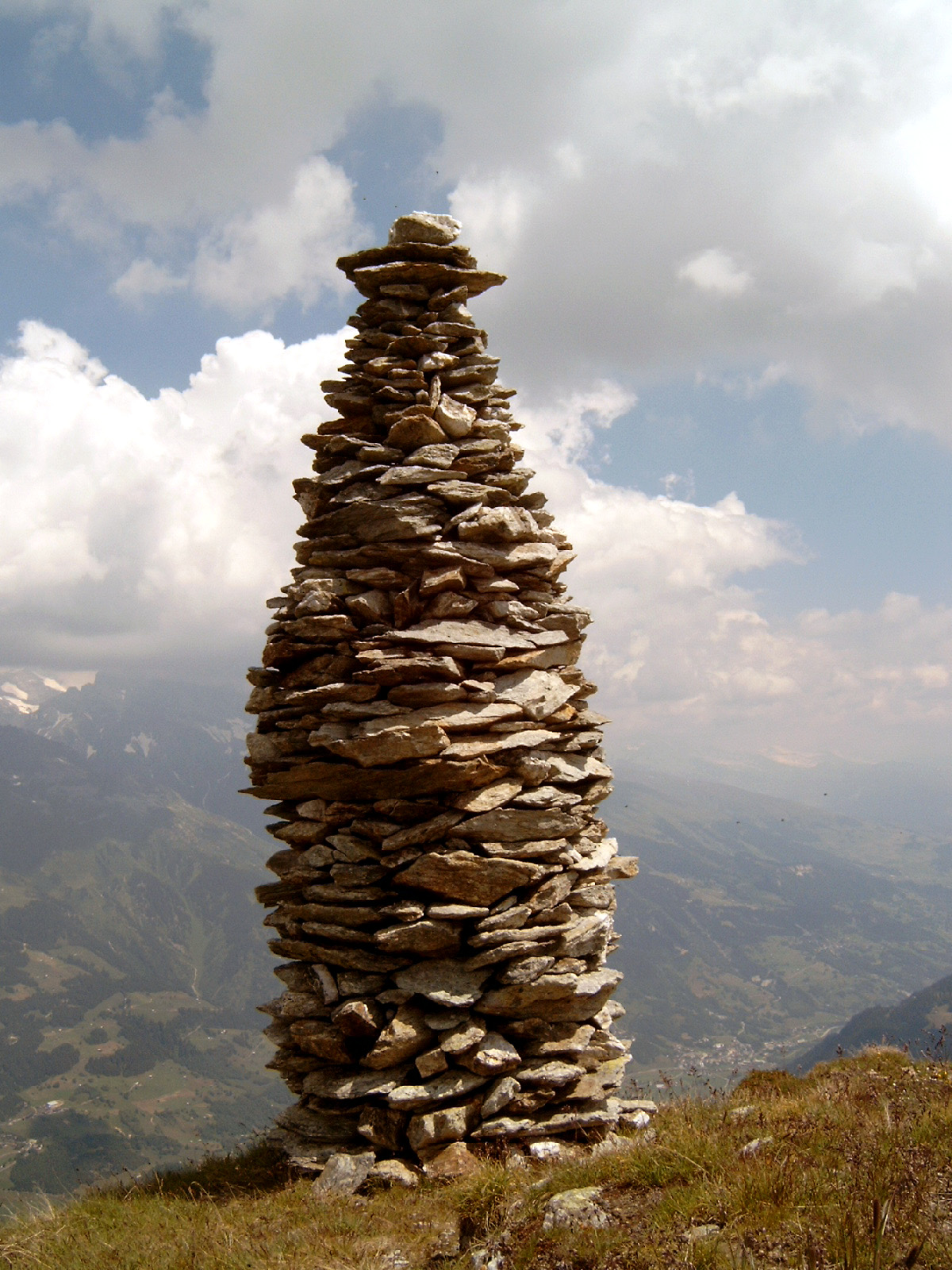
Un cairn segna la vetta di una montagna. (Garvera, Svizzera).

Un cairn è una costruzione formata da pietre impilate a secco.Le sue dimensioni e complessità possono variare notevolmente, da piccoli mucchietti di sassi a intere colline artificiali, sculture accuratamente bilanciate ed elaborati complessi megalitici. Le pietre vengono a volte decorate, per motivi artistici, rituali o funzionali. I cairn sono stati usati fin dalla preistoria per molteplici scopi e sono tuttora impiegati in molte parti del mondo.

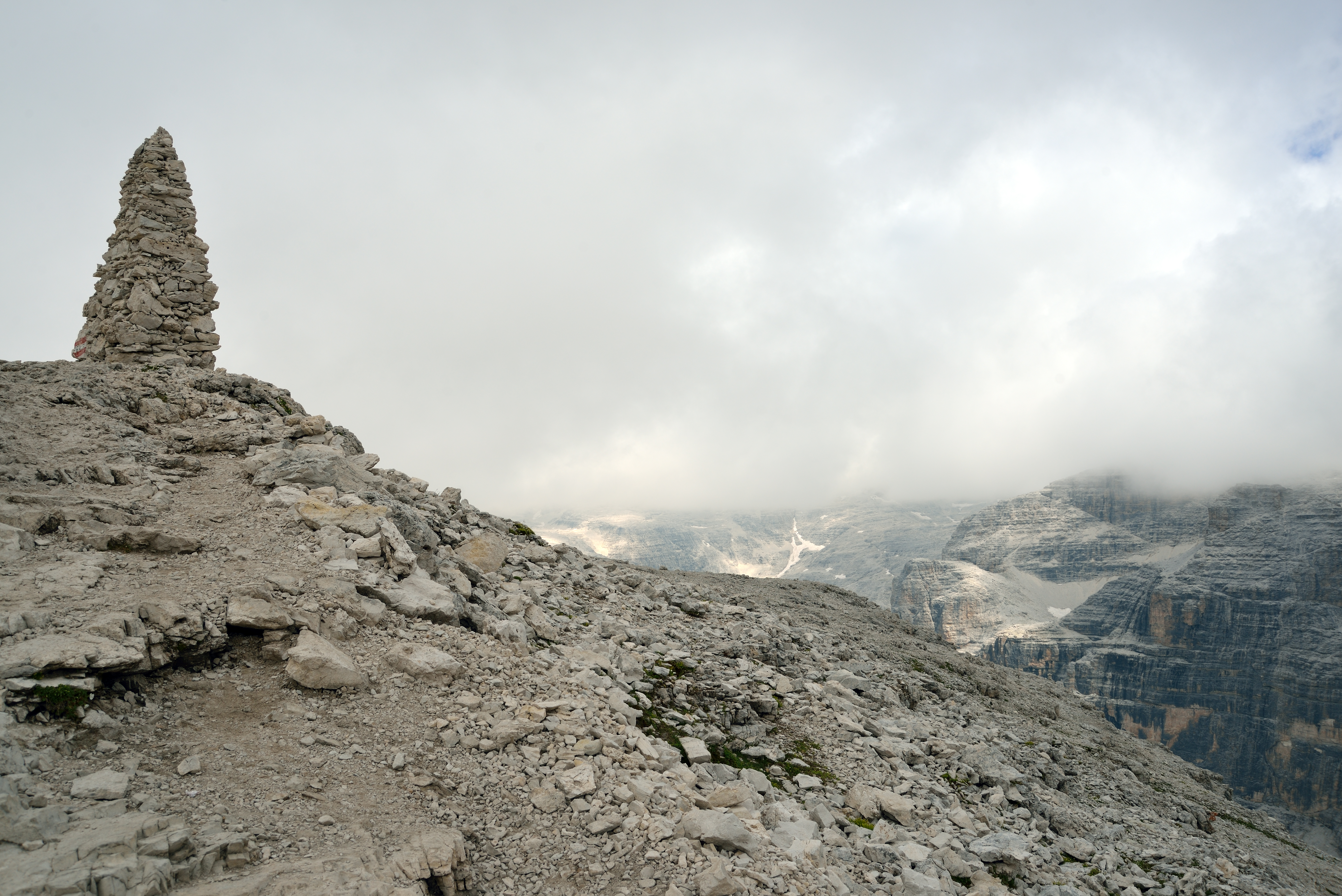
Cairn sul Gruppo Sella

## Storia

### Europa e Medio Oriente

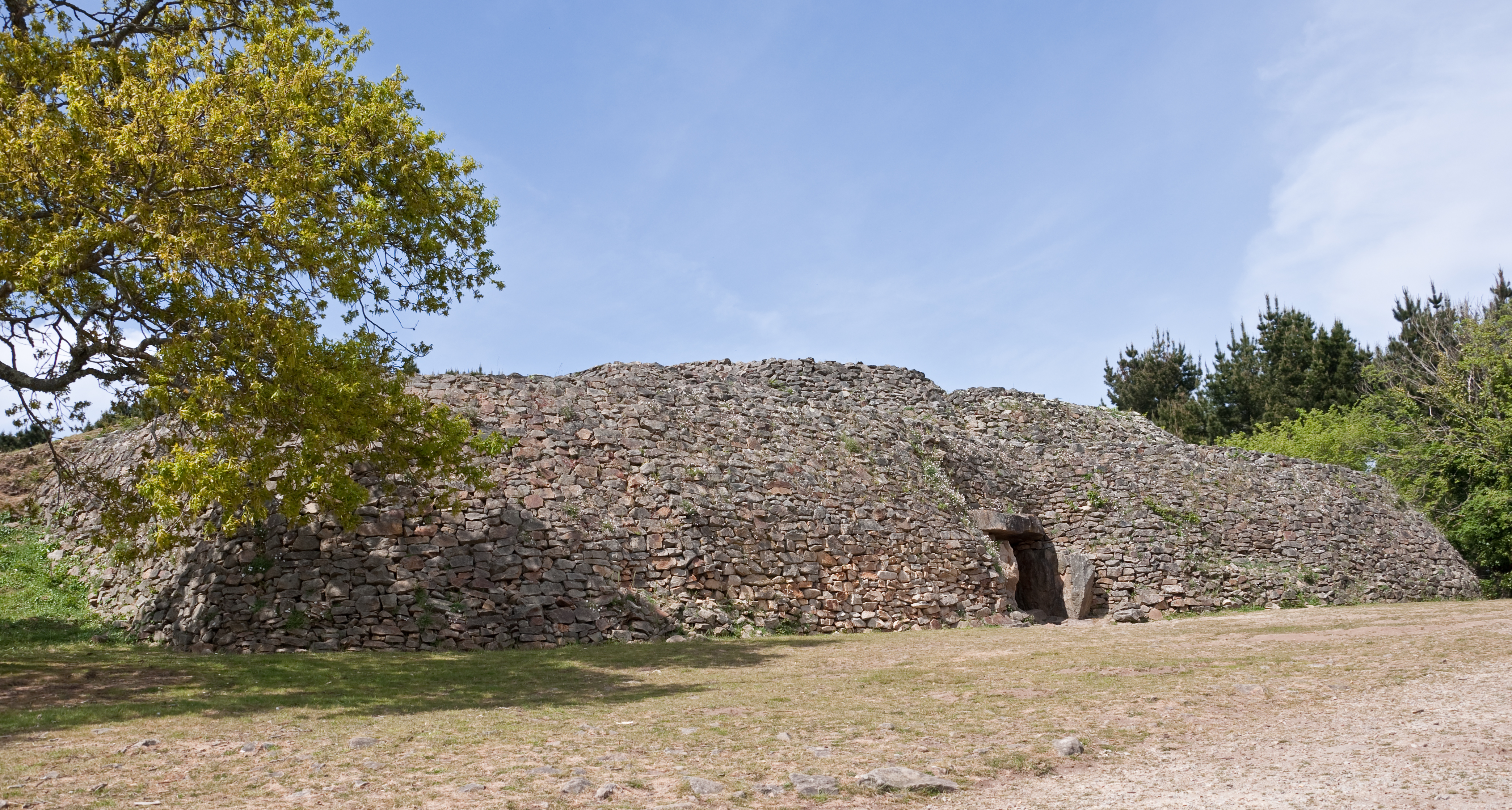
Cairn dell'era neolitica, tomba a corridoio sull'isola di Gavrinis, Bretagna.

La pratica di erigere cairn risale, in ambito eurasiatico, alla preistoria. Le opere variavano da piccole sculture di roccia a imponenti colline artificiali di pietre, a volte costruite sulla cima di rilievi naturali. Le costruzioni di quest'ultimo tipo, risalenti generalmente all'Età del Bronzo o a periodi anteriori, ospitavano generalmente sepolture, analogamente ai kistvaen e ai dolmen. Un equivalente scita era il kurgan, anche se quest'ultimo era costruito tramite escavazione.
La parola cairn è mutuata dalla lingua Scots, dove ha il medesimo significato. In Scots il termine è a sua volta un adattamento del gaelico scozzese càrn, che compare in forma simile in vari altri linguaggi celtici della Gran Bretagna, come il gallese carn (moderno carnedd), l'irlandese carn e il cornico karn o carn. La stessa Cornovaglia (Kernow in lingua cornica) potrebbe prendere il suo nome dai cairn che ne punteggiano il paesaggio, come lo stesso punto più alto della regione, il cairn settentrionale della collina di Brown Willy, avente un diametro di 24 m e un'altezza di 5 m, situato nella brughiera di Bodmin, un'area che comprende molti altri antichi cairn.
In tutta la Gran Bretagna e l'Irlanda, i cairn sepolcrali e altri megaliti sono oggetto di una vasta antologia di leggende e folklore. In Scozia vige la tradizione di portare una pietra dalla base alla cima di una collina per aggiungerla a un cairn costruito sulla sua punta, in modo che il cumulo diventi via via sempre più alto. Un'antica benedizione in gaelico scozzese recita: Cuiridh mi clach air do chàrn, "Metterò una pietra sul tuo cairn". Nella stessa regione, compaiono cairn con funzioni più pratiche. Per esempio, il Dún Aonghasa, situato presso Inishmore, nelle isole Aran, è una fortezza di collina irlandese dell'Età del ferro, fatto interamente di pietra. La costruzione è tuttora circondata da piccoli cairn e rocce sporgenti poste strategicamente. Il complesso difensivo serviva come alternativa alle mura difensive, a causa della scarsità di terra che caratterizza il paesaggio carsico delle isole.
In Scandinavia, i cairn sono usati da secoli con vari usi, in particolare come segnavia terrestri e punti di riferimento navali. In Islanda, erano spesso utilizzati come segnavia lungo le numerose stradine e sentieri che attraversavano l'isola; molti di questi antichi cairn sono ancora visibili, anche dove i percorsi sono scomparsi. Nella Groenlandia dei Norsemen, i cairn erano usati come strumento per la caccia, costruiti in modo da delimitare una pista utilizzata per guidare le renne verso un dirupo.
Nella mitologia dell'antica Grecia, i cairn erano associati a Ermes, il dio dei viaggi via terra. Secondo una leggenda, Ermes fu citato in giudizio da Era per avere ucciso il servo preferito di lei, il mostro Argo. Tutte le altre divinità fungevano da giuria: come modo di indicare il verdetto, ricevettero dei sassi, con l'ordine di lanciarli verso il dio che a loro giudizio avesse avuto ragione. Ermes si difese tanto abilmente che finì sepolto sotto un mucchio di pietre, e così nacque il primo cairn.
Secondo una leggenda del Portogallo, se si toglie una pietra da un cairn (moledro in lingua portoghese) e la si mette sotto un cuscino, la mattina dopo la pietra si trasforma per un istante in un soldato, per poi tornare di nuovo un sasso e ricomparire nel cumulo da cui era stata tolta.

### Africa settentrionale e nordorientale

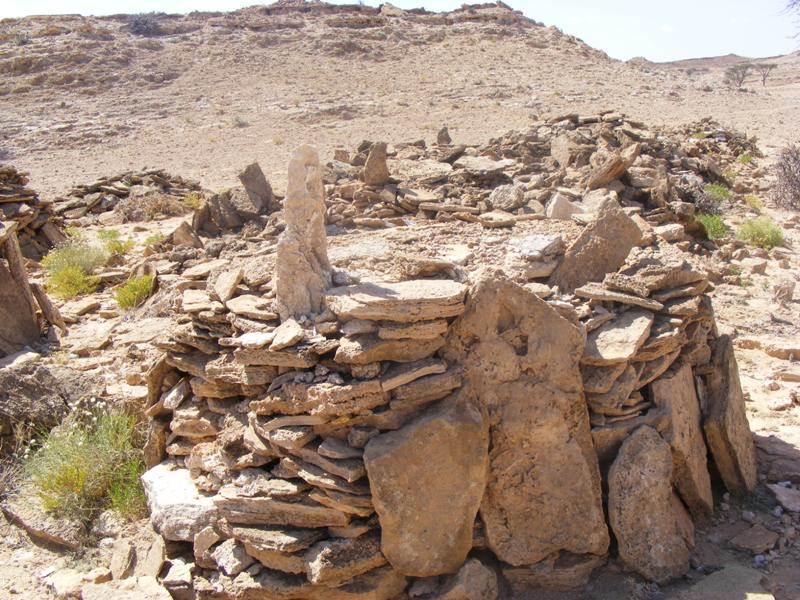
Antichi cairn a Qa’ableh, Somalia.

I cairn (taalo) sono una vista comune in molte località africane, come Elaayo, Haylaan, Qa’ableh e Qombo'ul. La Somalia settentrionale ospita molte costruzioni di questo tipo in insediamenti storici e siti archeologici, nei quali si trovano numerose antiche rovine ed edifici, alcuni di origini tuttora oscure. Molte di queste strutture non sono ancora state pienamente esplorate: ricerche più approfondite potrebbero portare nuove informazioni sulla storia locale e aiutare a conservare questi siti storici per la posterità.
Rispetto all'era neolitica, il clima del Nordafrica è diventato più secco. Una testimonianza della desertificazione dell'area è fornita dalle rovine megalitiche, che compaiono in gran numero e in un'ampia varietà di forme in zone oggi aride e inabitabili: cairn (kerkour), dolmen e cerchi simili a quelli di Stonehenge, celle sotterranee scavate nella roccia, long barrow culminanti in grandi piattaforme, e rilievi artificiali simili a piramidi a gradoni.

### Asia

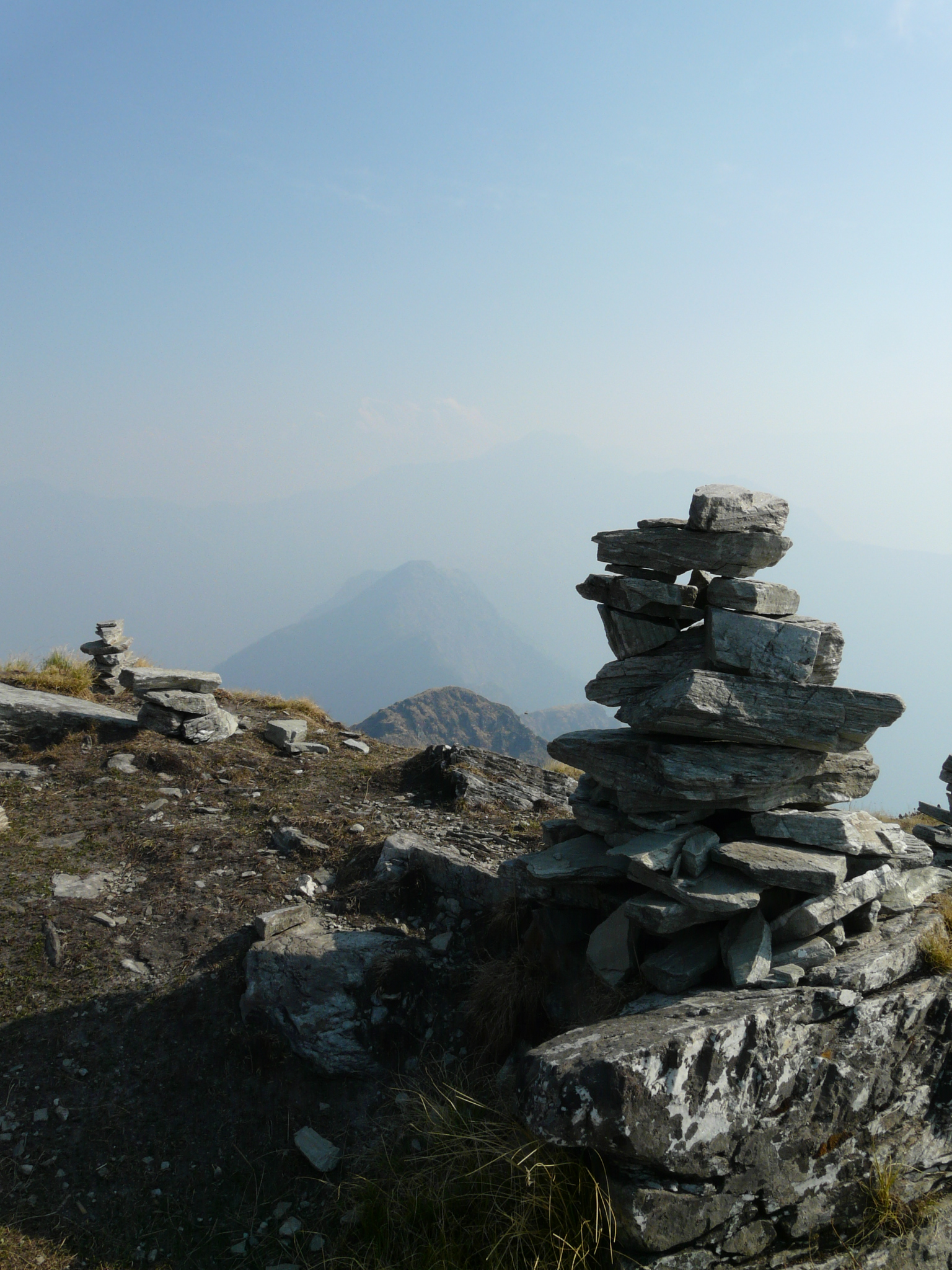
Cairn sul Chandrashila, presso il tempio di Tungnath, India.

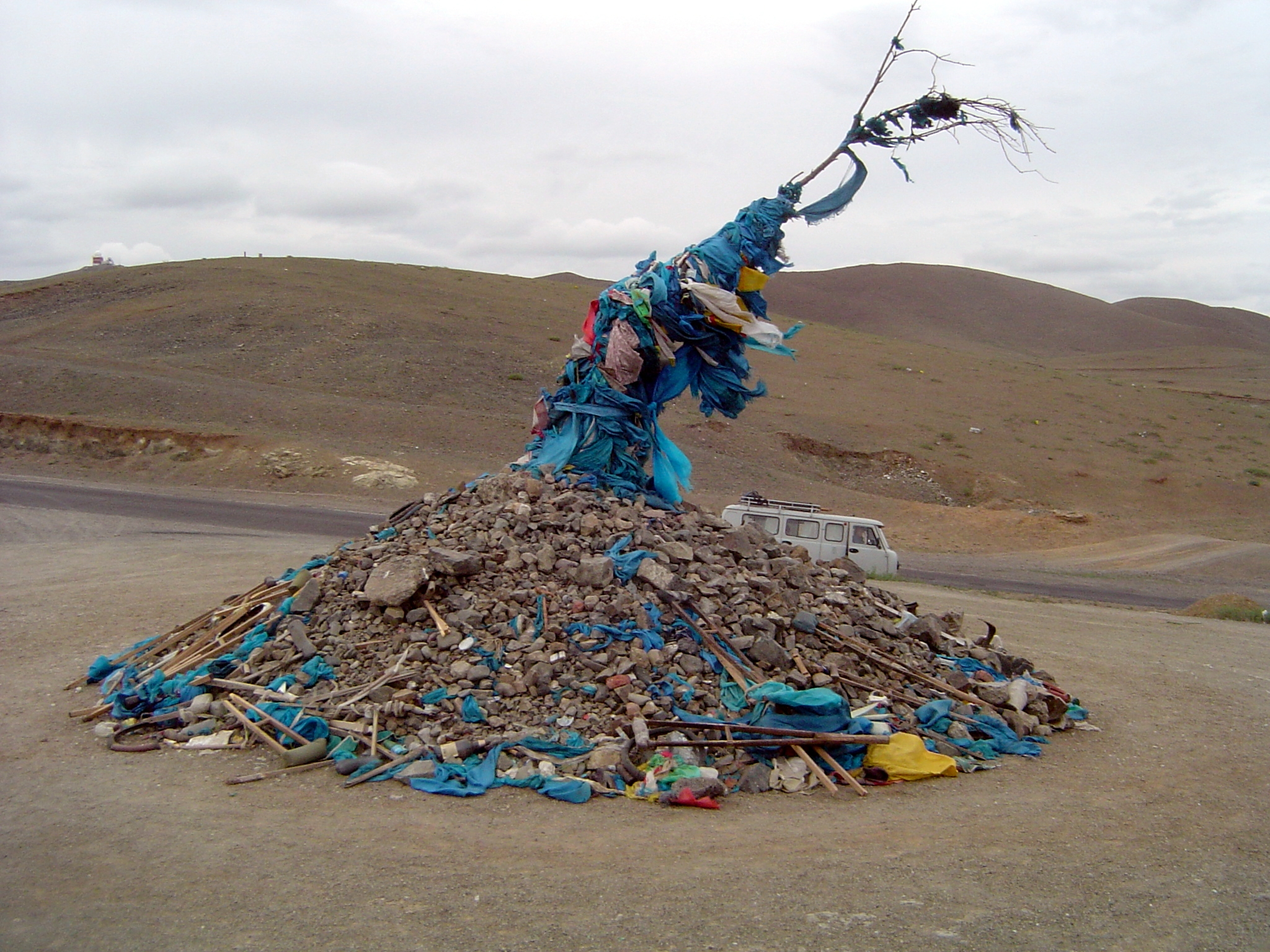
Un ovoo, cairn cerimoniale mongolo

In Asia, a partire dall'Età del bronzo, cofani contenenti i resti dei morti erano a volte interrati dentro cairn, costruiti in posizioni prominenti, spesso posti in modo che spiccassero sull'orizzonte del villaggio del defunto. Si riteneva forse che le pietre avrebbero scoraggiato ladri e sciacalli. Una spiegazione più sinistra suggerisce che esse servissero per impedire ai morti di risvegliarsi. Ancora oggi vi è una tradizione ebraica di porre sassi sulla tomba di una persona, come segno di rispetto. Gli stupa in India e Tibet sono probabilmente nati in modo simile, anche se al giorno d'oggi contengono generalmente le ceneri di un santo o di un lama.
In Mongolia esiste un tipo tradizionale di cairn, chiamato ovoo, spesso decorato. Serve principalmente a fini religiosi, e trova impiego in cerimonie sia tengriiste sia buddiste.

### America settentrionale

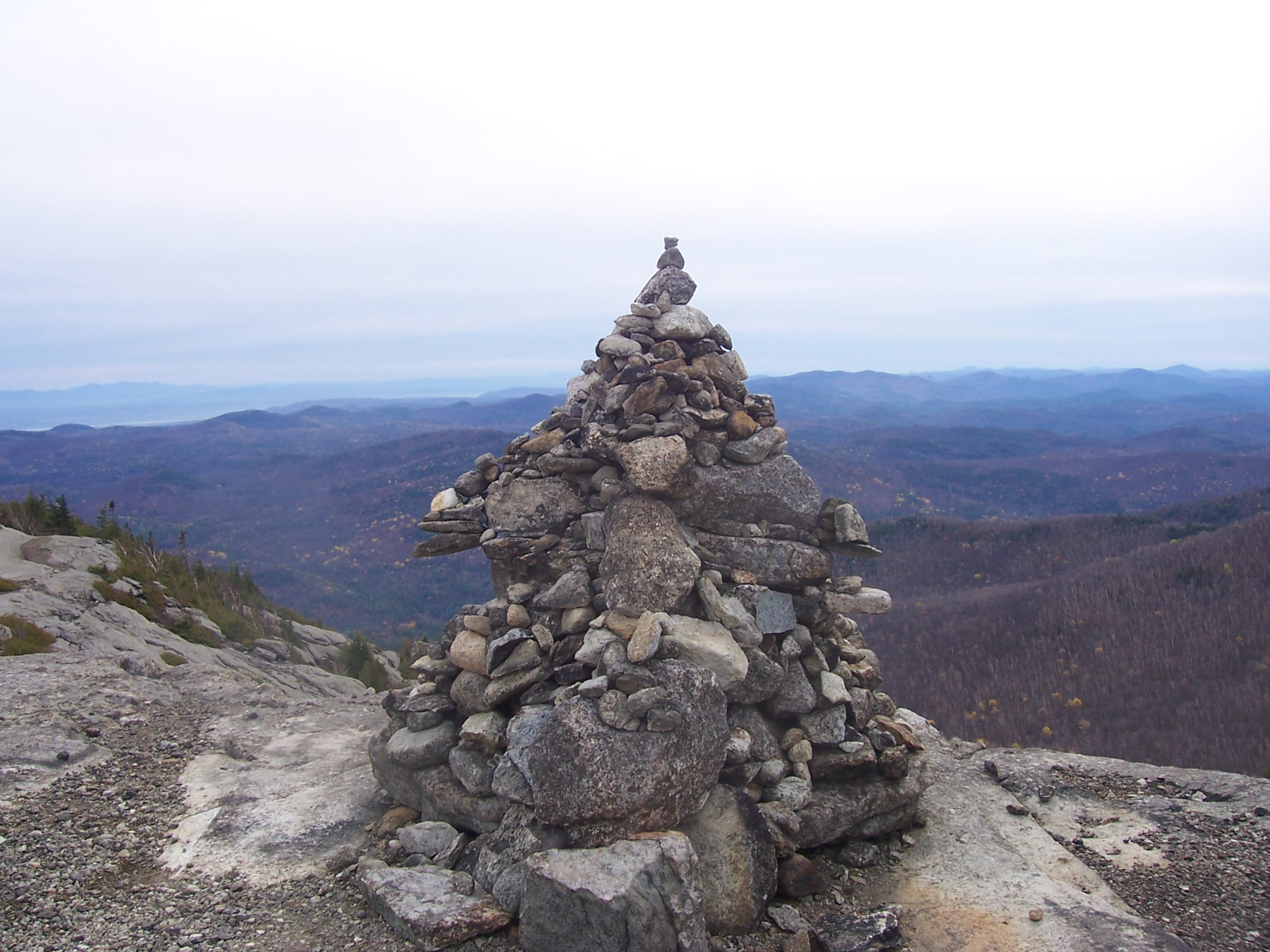
Un cairn segna la vetta della Bald Mountain, sugli Adirondack.

Un inuksuk campeggia sulla bandiera di Nunavut, un territorio del Canada nordorientale.

In tutto il territorio degli attuali Stati Uniti continentali e del Canada, i cairn delimitano ancora piste, costruite dai nativi per condurre le prede ai cosiddetti salti del bufalo, alcuni dei quali risalenti a 12.000 anni fa.
I popoli indigeni del Nord America artico (Canada settentrionale, Alaska e Groenlandia) hanno costruito, fin dall'era precolombiana, cairn accuratamente eseguiti e sculture di pietra, che prendono i nomi di inuksuit e inunnguat. Queste opere fungono da segnavia e punti di riferimento. Sono un tratto caratteristico della regione, e si sta diffondendo la loro rappresentazione come segno dell'identità nazionale del Canada.
Nell'America del Nord, i cairn appaiono spesso in forma di petroform, mosaici di pietre in forma di tartarughe e altri animali.

### America meridionale
Anche nell'America del Sud, i cairn sono usati fin dall'era precolombiana per segnare percorsi. Ancor oggi nelle Ande, i popoli Quechua usano i cairn come santuari dedicati a Pachamama, una dea Inca, spesso come parte di una forma sincretistica di cattolicesimo.

## Cairn a camera
I cairn a camera sono monumenti funebri, costruiti prevalentemente durante il Neolitico, costituiti da un cairn dotati di una camera interna, generalmente di pietra. Alcuni cairn a camera sono anche tombe a corridoio.
In genere, la camera è più ampia di una cassa funebre, e contiene un maggior numero di sepolture, consistenti in ossa scarnificate o inumazioni (cremazioni). Molti di questi cairn erano posti presso insediamenti abitati, di cui costituivano i "cimiteri".

### In Scozia

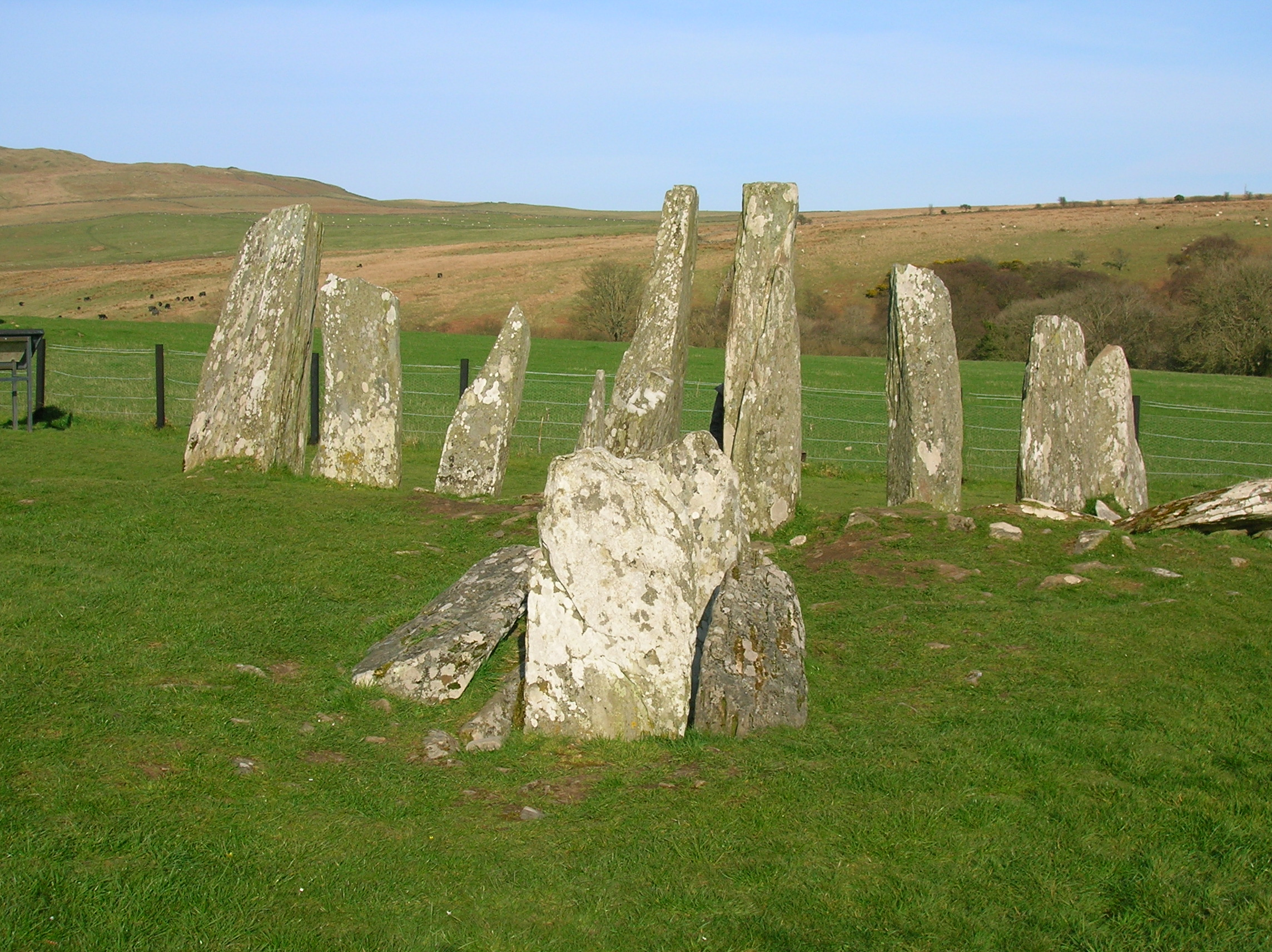
Cairn Holy I.

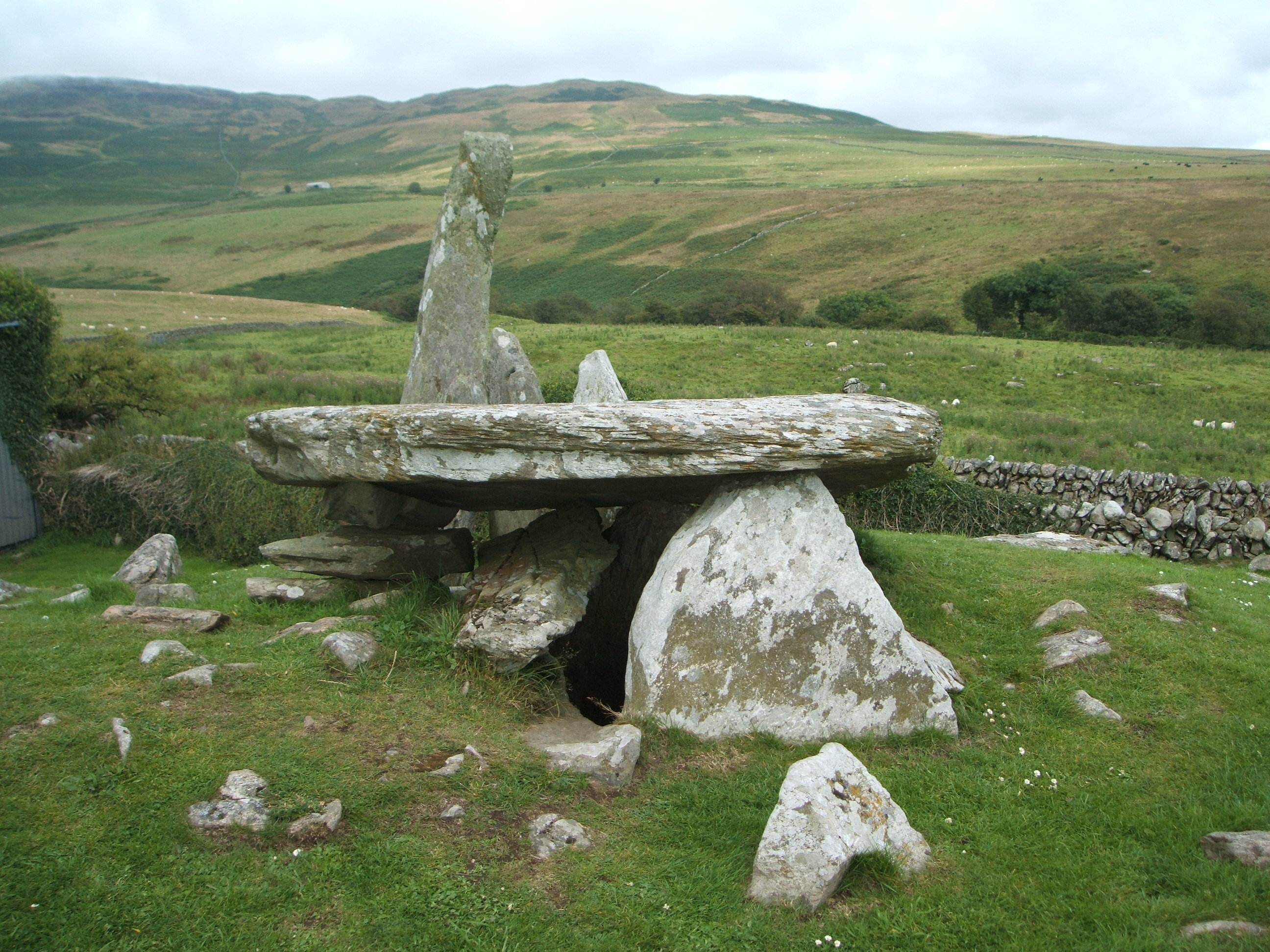
Cairn Holy II - un cairn a camera presso Newton Stewart.

La Scozia possiede un numero particolarmente alto di cairn a camera, di diverse varietà. A causa della carenza di altri reperti (i soli ritrovamenti archeologici del medesimo periodo scoperti finora sono circoli indicanti tracce di capanne e sistemi di campi coltivati), sono forse le tracce più importanti per ricostruire le caratteristiche delle civiltà neolitiche in Scozia. I cairn scozzesi sono stati suddivisi in varie classi.

#### Cairn di Clyde-Carlingford (court cairn, "cairn a cortile")
I cairn di tipo Clyde-Carlingford, chiamati anche court cairn ("cairn a cortile") o horned cairn (cairn cornuti), sono diffusi presso le attuali Argyll e Dumfries e Galloway, dove formano il Clyde-Carlingford group, anche se un gruppo di costruzioni di questo tipo è stato ritrovato presso Perth. Oltre che in Scozia sudoccidentale, ne esistono esemplari anche in Irlanda settentrionale e occidentale, in zone nelle quali la loro tecnica di costruzione si era diffusa partendo dalla Scozia.
Questi cairn non hanno un cunicolo significativo, e sono pertanto una forma di tomba a galleria (e non a corridoio). La camera funebre, di tipo molto semplice e formata da grandi blocchi di roccia, è normalmente situata a un estremo del cairn, mentre un cortile semicircolare scoperto fornisce accesso dall'esterno (benché l'entrata fosse in genere bloccata). Il cortile aveva generalmente lo scopo di ospitare un rituale, mentre la camera ospitava i corpi dei morti, spesso accompagnati da oggetti che si riteneva sarebbero loro serviti in un'altra vita.
I court cairn sono generalmente considerati i cairn più antichi della Scozia, risalendo al periodo fra il 4000 e il 3500 a.C., anche se rimasero probabilmente in uso fino al passaggio all'Età del Bronzo (2200 a.C.).

#### Cairn delle Ebridi
Il gruppo di cairn delle Ebridi condivide alcune caratteristiche con il precedente. Come suggerisce il nome, questo tipo di costruzione si trova soprattutto nelle isole Ebridi. È caratterizzato da una grezza camera poligonale e un breve passaggio a un'estremità del cairn.

#### Cairn delle Orcadi-Cromarty

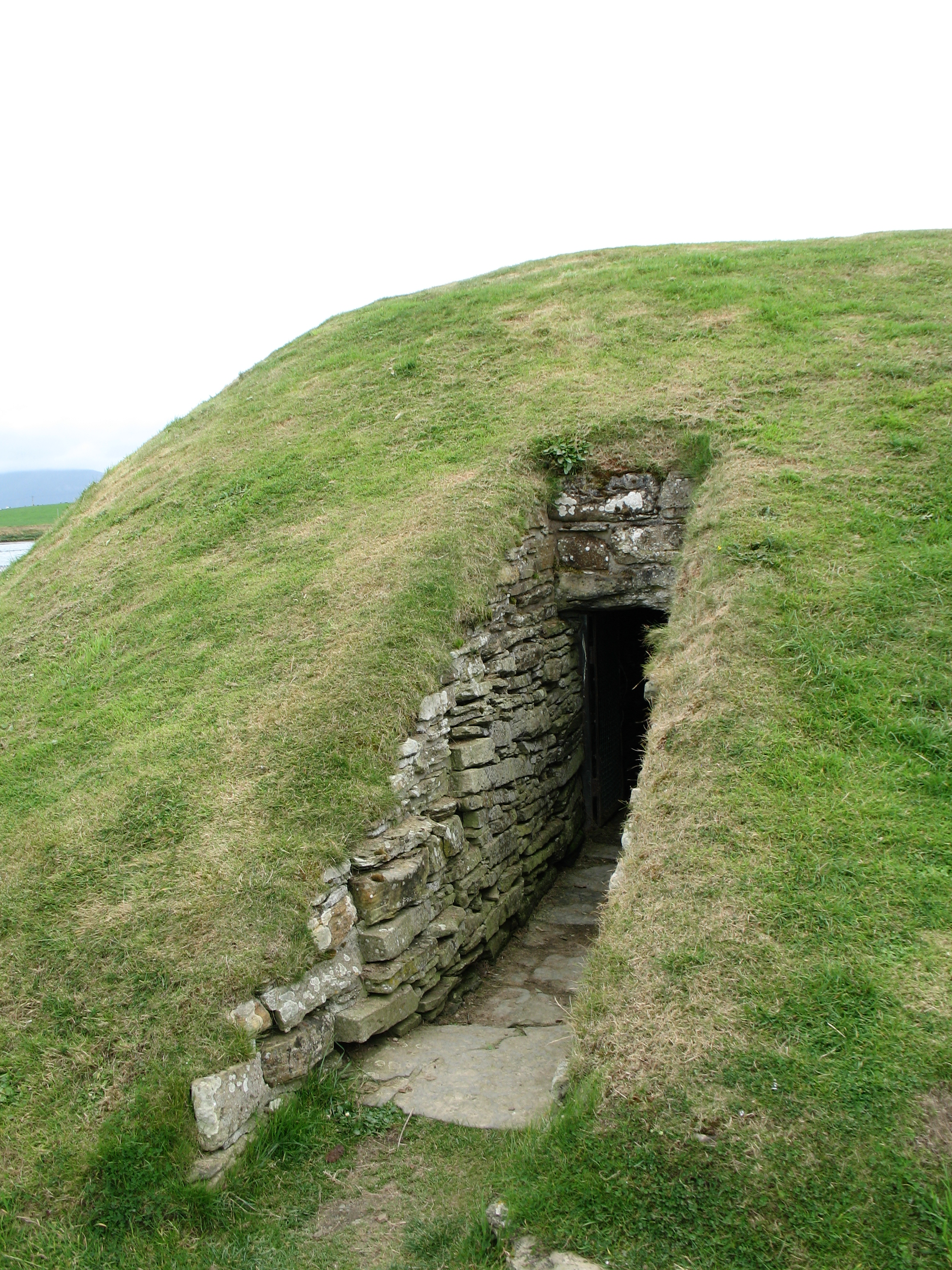
Entrata del Cairn a camera di Unstan, isole Orcadi

Il gruppo delle Orcadi-Cromarty è di gran lunga il più numeroso e diversificato. È stato suddiviso nei sottotipi di Yarrows, Camster e Cromarty, ma le differenze fra questi sono estremamente sottili. In generale, questi cairn possiedono dei blocchi divisori a entrambi i lati di una camera rettangolare, che la separano in compartimenti. Il numero di questi ultimi spazia dai 4 degli esemplari più antichi ai 24 di un esemplare eccezionale nelle isole Orcadi. La forma effettiva del cairn varia da semplici configurazioni circolari a elaborate "corti" che si protendono da ogni estremità, creando ambienti simili a piccoli anfiteatri. È probabile che queste architetture siano il risultato di influenze culturali dell'Europa continentale, in quanto ne esistono di simili in Francia e Spagna.

#### Cairn di Bookan
Il tipo di Bookan è ritenuto il più antico di quelli presenti nelle isole Orcadi. A causa della ricchezza archeologica di queste isole, le tombe di tipo Bookan sono molto difficili da trovare. Sono estremamente insolite, alcune addirittura a due piani. Tutte hanno caratteristiche che suggeriscono trattarsi di stadi iniziali nello sviluppo di strutture del tipo Maeshowe.

#### Cairn di Maeshowe
Il gruppo Maeshowe, che prende il nome da un famoso monumento situato sull'isola di Mainland, nelle Orcadi, è fra i più elaborati. Questi cairn consistono in una camera centrale da cui si dipartono piccoli compartimenti, destinati ad accogliere le sepolture. Come le loro controparti sulle isole Shetland, i cairn di Maeshowe sono dissimili da qualsiasi altra architettura presente in Scozia, ed è perciò possibile che siano il frutto di uno sviluppo locale, o di influenze dalla Scandinavia.

#### Cairn delle Shetland
Un'ultima categoria è quella delle Shetland, di cui poco si sa. In pianta, i cairn di questo tipo assomigliano a quelli di Maeshowe, anche se la camera è a forma di croce e non ci sono i piccoli compartimenti.

#### Cairn di Clava

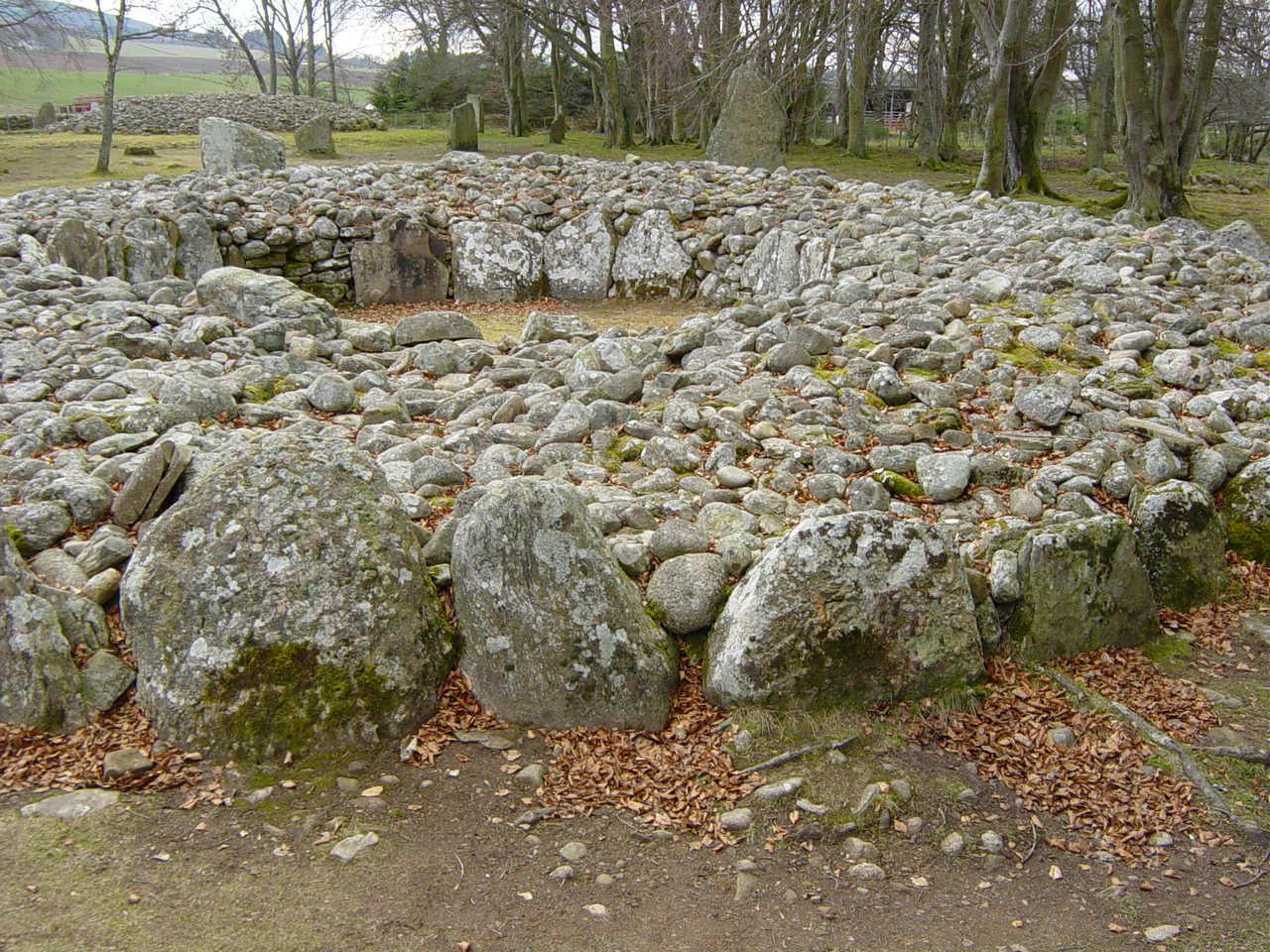
Cairn di tipo anulare presso Balnauran di Clava

I cairn di Clava (57°28′25.21″N 4°04′27.66″W), risalenti all'età del Bronzo, prendono il nome da un gruppo di tre cairn a Balnuaran di Clava, a est di Inverness. Nella zona attorno alla città esistono circa 50 esemplari di questo tipo, divisi in due sottocategorie. La prima consiste tipicamente in una tomba a corridoio, quest'ultimo dotato di mensole. La tomba contiene un'unica camera sepolcrale, collegata con l'ingresso da un breve passaggio e coperta da un cairn di pietre, con le entrate orientate verso sudovest, verso il crepuscolo invernale. Nell'altra categoria, un cairn ad anello circonda un'area apparentemente scoperta, senza evidenti vie di accesso dall'esterno. In entrambe le tipologie, un cerchio di pietre circonda l'intera tomba, e generalmente una cordonatura recinta il cairn. Le altezze delle pietre del cerchio variano: le più alte sono in corrispondenza dell'entrata, mentre le più piccole sono nel punto diametralmente opposto.
Le tombe del tipo di Clava contengono resti funebri, ma solo di uno o due corpi ciascuna. La mancanza di accessi che caratterizza la seconda tipologia suggerisce che non vi fosse l'intento di visitare nuovamente i morti o aggiungere future sepolture, come invece succedeva nelle tombe a cairn neolitiche.

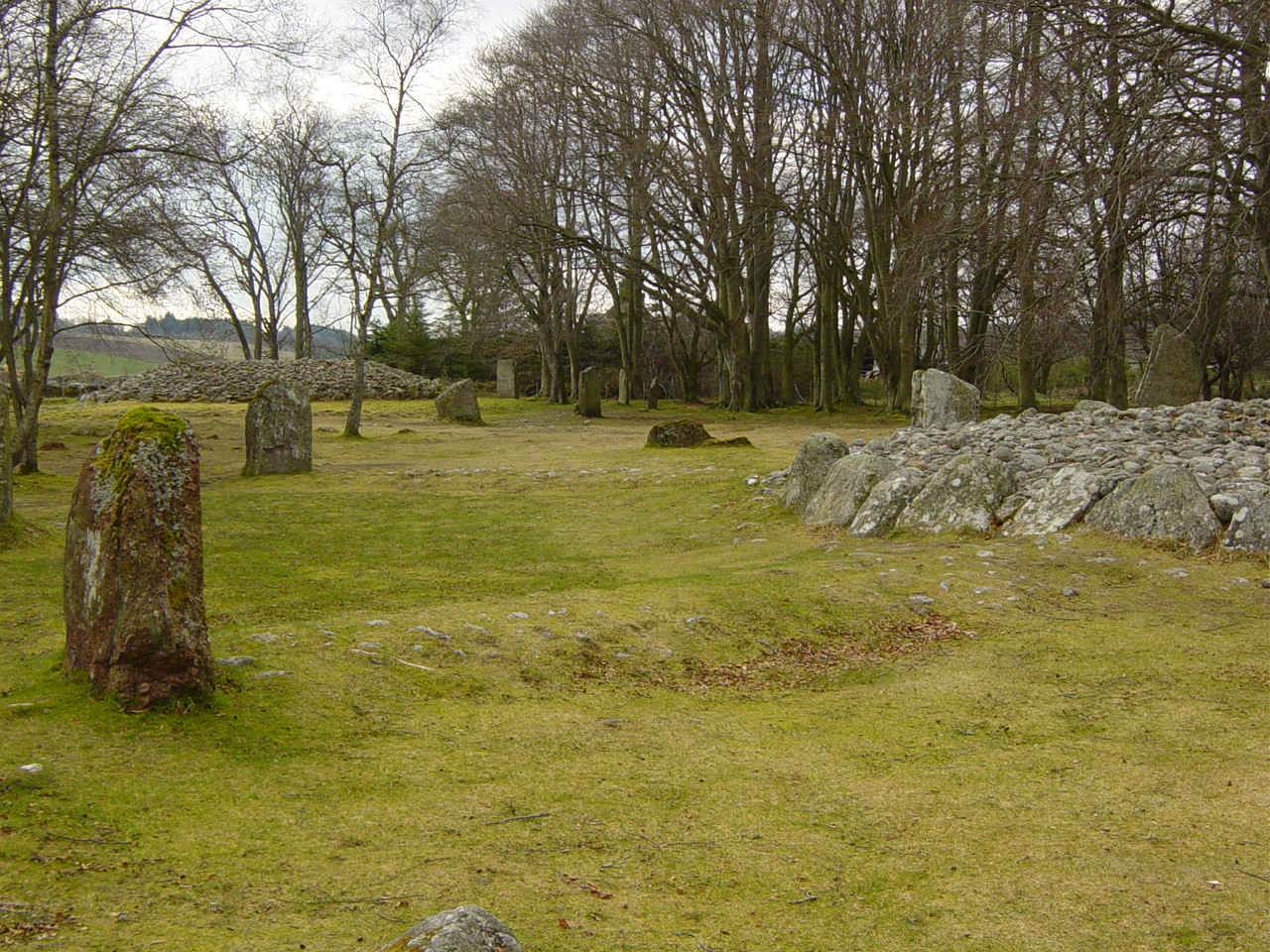
Un cairn a Balnuaran di Clava

#### Le tombe di Balnuaran
Le tombe di Balnuaran di Clava, che danno il nome alla tipologia omonima, sono tre cairn dell'età del Bronzo, raggruppati insieme in una linea che corre in direzione nordest-sudovest. Le tombe alle estremità sono del tipo a corridoio. Il cairn centrale è invece del tipo ad anello, e ha alcuni elementi caratteristici come dei percorsi in pietra o selciati, che formano "raggi" che si dipartono dalla piattaforma attorno alla cordonatura verso tre delle pietre verticali. I cairn incorporano pietre coppellate, incise prima di essere incorporate nella struttura. Le pietre del circolo formano un gradiente in colore e dimensione, variando fra quelle più grandi e tendenti al rosso nella parte sudoccidentale a quelle più piccole e più chiare della zona opposta. Tutti questi elementi sembrano essere stati costruiti in una sola operazione, a indicare un progetto complesso e non una serie di aggiunte ad hoc.

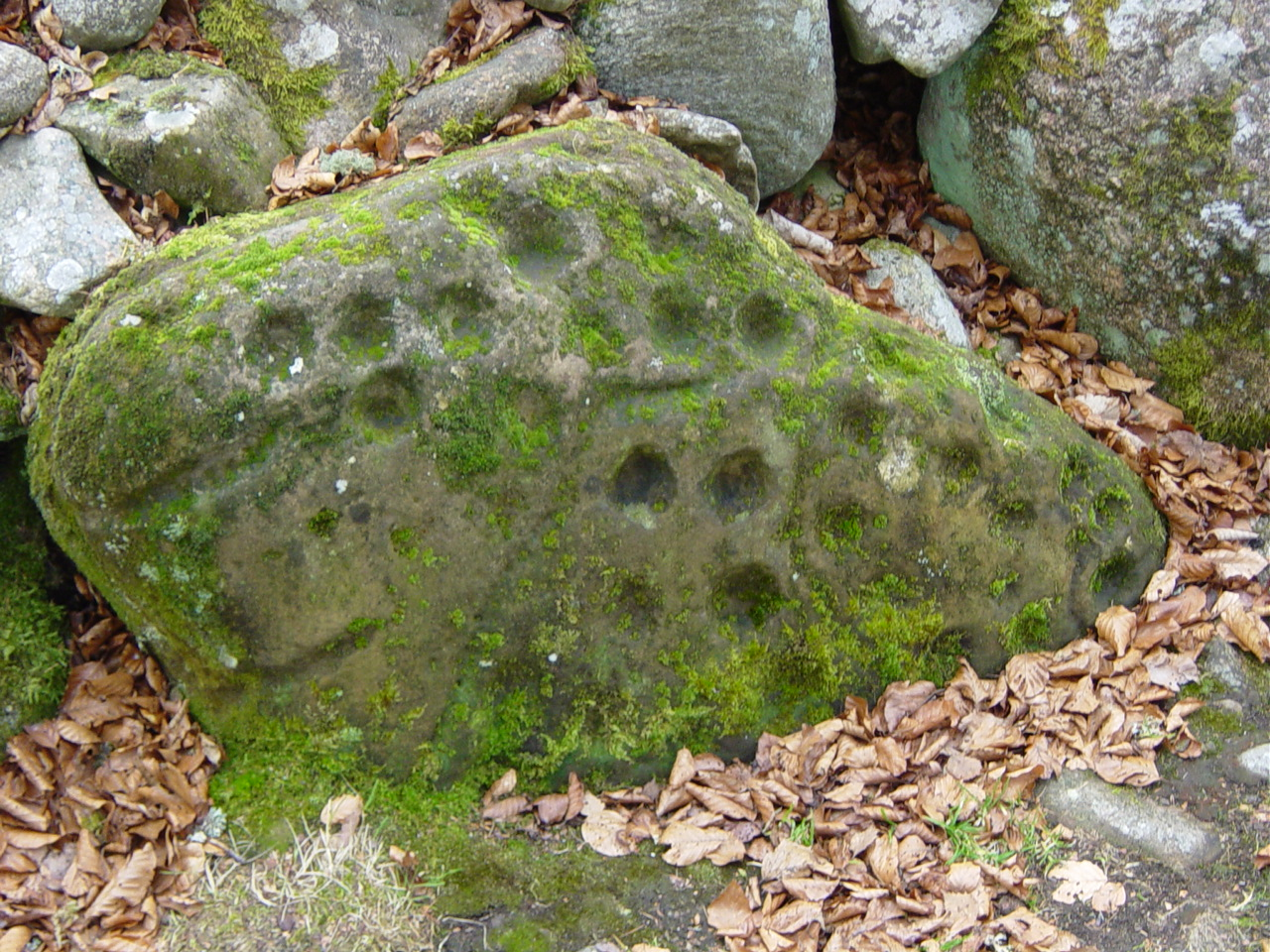
Incavi sul cairn settentrionale di Balnuaran di Clava

L'anello attorno al cairn settentrionale di Balnuaran di Clava è stato misurato e analizzato dal professor Alexander Thom. Lo studio ha evidenziato che l'anello ha forma lievemente ovoidale, con una complessa geometria di cerchi ed ellissi costruita attorno a un triangolo centrale, e basate su lunghezze prossime a multipli interi di quella che è chiamata la iarda megalitica (circa 83 cm). Mentre la geometria della forma è generalmente accettata, il concetto di iarda megalitica è più controverso.

### In Galles
Un documento del Cadw riguardante gli "Scheduled Ancient Monuments" elenca i seguenti cairn:

#### Cairn a camera lunghi (Carneddau cellog hir)
- Siambr gladdu Din Dryfol, Aberffraw
- Carnedd gellog hir Pen y Wyrlod, Talgarth
- Siambr gladdu Llety'r Filiast, Llandudno
- Siambr gladdu Bachwen, Clynnog
- Siambr gladdu Rhiw, Aberdaron
- Siambr gladdu Maen y Bardd, Caerhun
- Siambr gladdu Ystum-Cegid, Llanystumdwy
- Siambr gladdu Caer-Dynni, Cricieth
- Siambr gladdu Capel Garmon, Bro Garmon, Conwy
- Siambr gladdu Tyddyn Bleiddyn, Cefn Meiriadog
- Siambr gladdu Hendre-Waelod, Llansanffraid Glan Conwy
- Siambr gladdu Parc le Breos, Llanilltud Gwyr
- Siambr gladdu Cefn Bryn, Llanilltud Gwyr
- Siambr gladdu Dyffryn, Dyffryn Ardudwy
- Siambr gladdu Carneddau Hengwm, Dyffryn Ardudwy
- Siambr gladdu Cors-y-Gedol, Dyffryn Ardudwy
- Siambr gladdu Tan-y-Coed, Llandrillo
- Siambr gladdu Gorllewin Bron-y-Foel, Dyffryn Ardudwy

#### Cairn a camera rotondi
- Siambr gladdu Bryn yr Hen Bobl, Llanddaniel Fab, Môn
- Siambr gladdu Gelli, Llanfair-ar-y-bryn, Sir Gaerfyrddin
- Siambr gladdu Cefnamwlch, Tudweiliog, Gwynedd
- Siambr galddu Afon y Dolau Gwynion, sopra Llyn Llanwddyn, Llanwddyn, Powys

## Cairn moderni

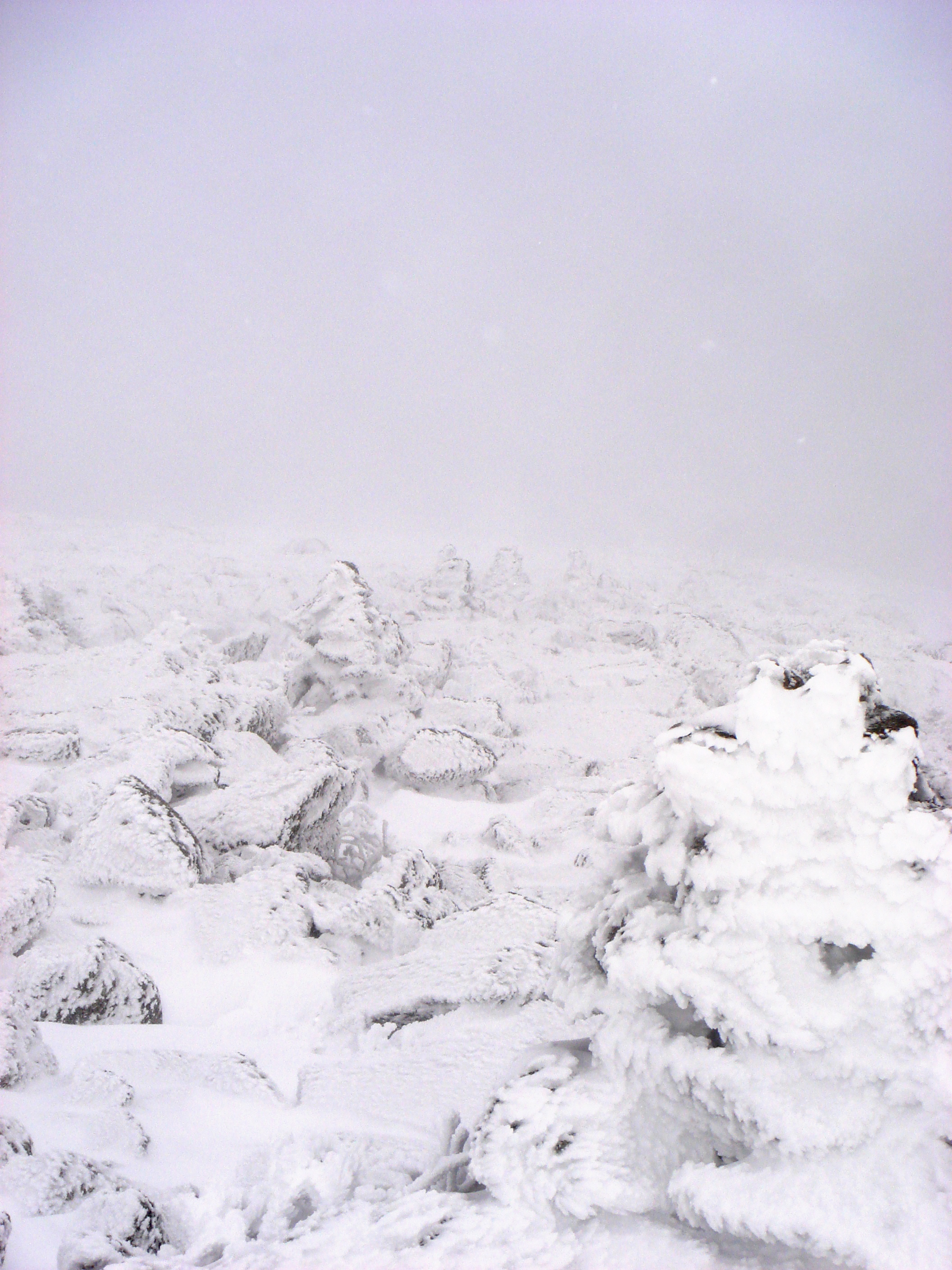
Una fila di cairn usata per segnalare la via al di sopra della linea degli alberi sul monte Washington, nel New Hampshire

La funzione più comune dei cairn è quella di punto di riferimento, specialmente in montagna dove queste costruzioni sono generalmente chiamate ometti. Tuttavia, essi sono tuttora impiegati per molti altri scopi. Nelle regioni nordiche, specialmente nelle acque della Scandinavia e del Canada orientale, sono usati come segnalamenti ottici e ausili per la navigazione.

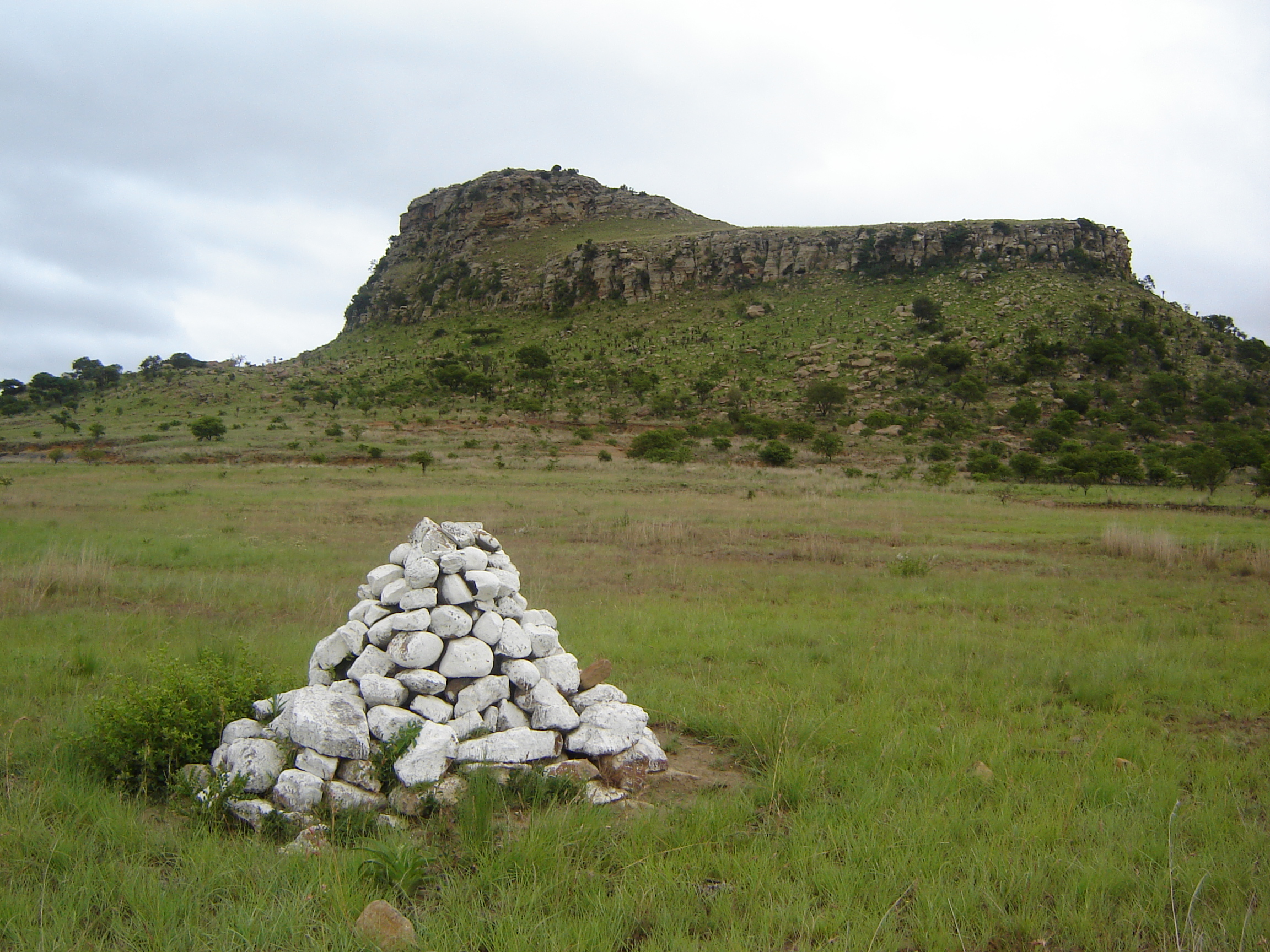
Un cairn usato per segnalare una fossa comune per i caduti della battaglia di Isandlwana, in Sudafrica

È inoltre ancora vivo il loro uso per fini storici e commemorativi, o semplicemente per ragioni decorative e artistiche. Un esempio è la serie di numerosi cairn indicanti le fosse comuni di soldati britannici nel luogo della battaglia di Isandlwana in Sudafrica. Un altro esempio è il cairn di Matthew Flinders, sul fianco dell'Arthurs Seat, una piccola montagna sulle rive della baia di Port Phillip, in Australia. Un grande cairn è stato costruito in cima a una collina presso l'autostrada Interstate 476 a Radnor, in Pennsylvania, come parte di una serie di sculture di pietra iniziatasi nel 1988 per simboleggiare il retaggio gallese e abbellire il paesaggio attorno all'autostrada. Altri cairn sono semplicemente luoghi dove gli agricoltori radunano le pietre rimosse da un campo, come quelli visibili sui Monti Catskill, in Nord America, dove c'è una forte tradizione di matrice scozzese, e possono anche indicare posti dove è stato perso del bestiame. In altri contesti, i cairn possono avere uno scopo esclusivamente artistico, come in alcune opere di Andy Goldsworthy.

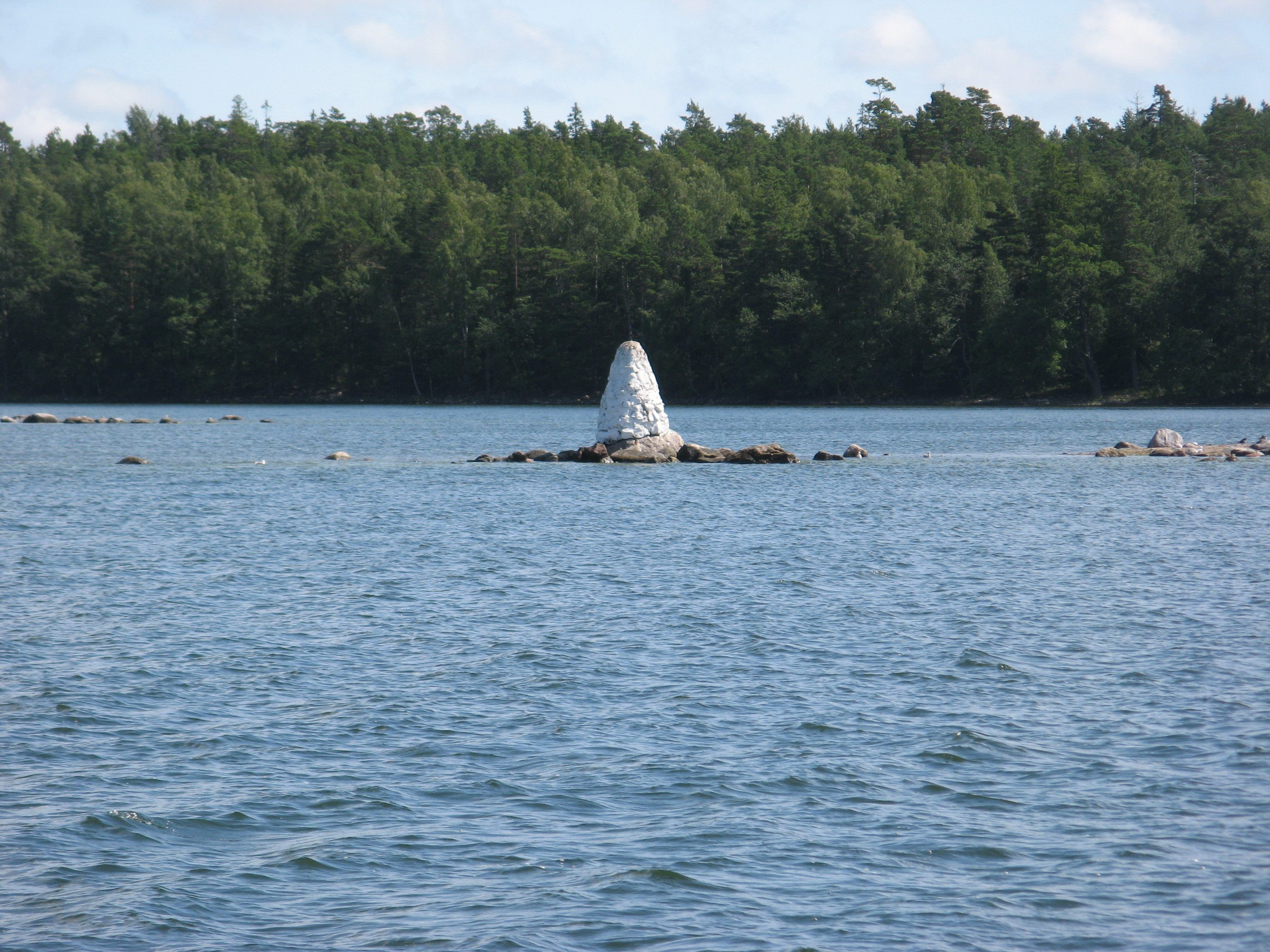
Segnalamento marittimo nelle acque costiere finlandesi.

Alle latitudini settentrionali, sono diffusi cairn costieri usati come segnalamenti, posti lungo le spiagge oppure su isole e scogli. Dipinti solitamente di bianco per aumentare la loro visibilità, sono usati come ausili per la navigazione. Simili opere, che prendono il nome di kummel in svedese e kummeli in finlandese, sono segnate sulle carte nautiche e mantenute in efficienza come parte del sistema di segnalazione navale. Di converso, nelle Isole Fær Øer i cairn sono usati sulla terraferma per segnalare falesie marine, che il terreno scosceso e ondulato e la nebbia potrebbero rendere poco visibili. Nelle Province marittime del Canada, i cairn sono usati come piccoli fari di segnalazione per guidare le imbarcazioni (un'usanza narrata, ad esempio, nel romanzo Avviso ai naviganti di Annie Proulx).

## Cairn e antropomorfismo

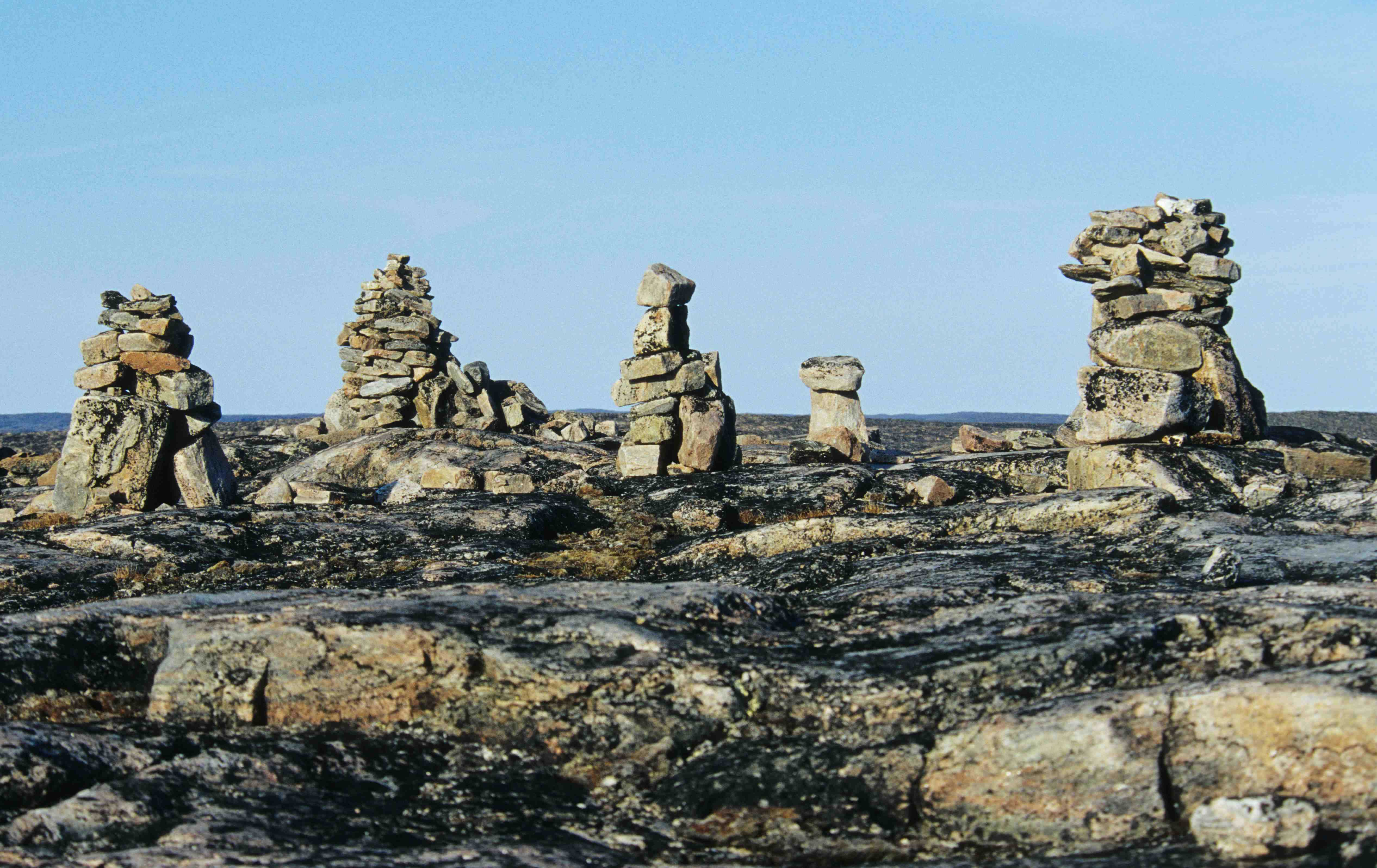
Inukshuk all'Inuksuk Point (Baffin Island), Canada

In molte lingue, i cairn sono indicati da parole collegate al loro aspetto antropomorfo. In lingua italiana, ad esempio, sono chiamati "ometti" i cairn usati come segnavia, specialmente sulle Alpi ma anche al Sud Italia, ad esempio sul Gargano (Puglia) dove prendono il nome di "cragnë" e "carnejë", a seconda della zona. La lingua tedesca e quella olandese usano rispettivamente i termini Steinmann e Steenman ("uomo di pietra"). La lingua inuit prevede la parola inunguak ("imitazione di una persona") per quelle forme di inuksuk volte a rappresentare una figura umana.

### Per i cairn di Clava
- Scotland Before History - Stuart Piggott, Birlinn Limited (1995), ISBN 0-85224-348-0
- Scotland's Hidden History - Ian Armit, Tempus (in association with Historic Scotland) 1998, ISBN 0-7486-6067-4
- Sun, Moon and Standing Stones - John Edwin Wood, Oxford University Press 1978, ISBN 0-19-285089-X